# Dobroszyce
Dobroszyce es un municipio rural y una localidad del distrito de Oleśnica, en el voivodato de Baja Silesia (Polonia). La localidad de Dobroszyce se ubica a unos ocho kilómetros al noroeste de Oleśnica, la sede del distrito, y a unos veintiséis al nordeste de Breslavia, la capital del voivodato. En 2011, según la Oficina Central de Estadística polaca, el municipio cubría una superficie de 131,96 km² y tenía una población de 6270 habitantes.